# Stazione di Elmers End
La stazione di Elmers End è una stazione ferroviaria a servizio del quartiere di Elmers End nel borgo londinese di Bromley. La stazione è situata lungo la ferrovia Lewisham-Hayes e da qui si dipana la diramazione per 		Addiscombe, nonché la linea per Sanderstead (oggi parzialmente utilizzata dalla rete Tramlink)

## Storia
La ferrovia fu aperta dalla Società South Eastern Railway il 1º aprile 1864 come prolungamento della Mid-Kent line da New Beckenham a Addiscombe; il 29 maggio 1882 fu inaugurata la diramazione verso Hayes.
La tratta fino a Addiscombe, che era originariamente nominata Croydon (Addiscombe Road), fu chiusa nel 1997 quando i tram sostituirono il servizio da Elmers End.

## Strutture e impianti
La stazione sorge lungo Elmers End Road (A214), all'angolo nordorientale del South Norwood Country Park.
Una vecchia banchina della stazione ferroviaria è ora il capolinea della linea 1 della rete tranviaria Tramlink per Croydon e Wimbledon.

## Movimento
Tutti i servizi transitati da Elmers End sono operati da Southeastern.

## Interscambi
Nelle vicinanze della stazione effettuano capolinea i tram di una delle linee della rete Tramlink, nonché alcune linee automobilistiche urbane, gestite da London Buses.
- Fermata tram (Elmers End, linea 1)
- Fermata autobus